# Nikolaj Velimirović
Nikolaj Velimirović (4. siječnja 1881. – 18. ožujka 1956.) je bio episkop Srpske pravoslavne crkve, kršćanski teolog i srpsko-nacionalistički ideolog. 

## Životopis
Rođen imenom Nikola Velimirović. Kao mladić teško oboljeva od dizenterije i odlučio je da će svoj život posvetiti Bogu ako preživi. Preživio je, ubrzo potom biva zaređen kao redovnik pod imenom Nikolaj. Zaređen je u svećenstvo i brzo je postao važan vođa i glasnogovornik Srpske pravoslavne crkve, posebno u njezinim odnosima sa Zapadom.
Nikolaj Velimirović u mladosti je bio veliki zastupnik liberalnih ideja i ekumenizma. U međuratnom razdoblju postaje prevoditelj pravoslavnih bogomoljaca i okreće se protu-europstvu i konzervativizmu. Osnivač je desničarske političke ideologije svetosavskog nacionalizma. Smatra se duhovnim inspiratorom Ljotićeve organizacije ZBOR. Često je kritiziran zbog antisemitskih stavova iz razdoblja prije Drugog Svjetskog rata. Njegovi sledbenici se nazivaju nikolajevci. Adolf Hitler ga je 1935. godine odlikovao medaljom za doprinos 1926. godine pri uređenju Njemačkog groblja iz Prvog svjetskog rata u Bitolju.

### Ratni period i poraće
Kada je nacistička Njemačka okupirala Jugoslaviju u Drugom svjetskom ratu, nacisti su Velimirovića su zatvorili te na kraju odveli u koncentracijski logor Dachau. U prosincu 1944. godine kao dio nagodbe između Hermanna Neubachera, Milana Nedića i Dimitrija Ljotića Nijemci su pustili Nikolaja Velimirovića na slobodu koji je iz sabirnog logora Dachau prebačen u Sloveniju. Velimirović je za vrijeme boravka u Sloveniji blagoslovio dobrovoljce Dimitrija Ljotića i ostale kolaboracioniste i ratne zločince kao što su Dobroslav Jevđević i Momčilo Đujić. U završnim godinama Drugog svjetskog rata napisao je knjigu "Reči srpskom narodu kroz tamnički prozor" u kojoj piše da su Židovi osudili i ubili Krista "zadahnuti smradnim duhom Sotone", dalje kaže da su se "oni pokazali gori protivnici Božji negoli neznabožac Pilat" i da Židove "tako uči đavo, otac njihov".  Preselio se u Sjedinjene Američke Države 1946. godine, gdje je ostao do svoje smrti 1956. Snažno je podržao jedinstvo svih pravoslavnih crkava i uspostavio posebno dobre odnose s Anglikanskom te također Američkom episkopalnom crkvom.
Središnje mjesto u Velimirovićevim razmišljanjima činila je kritika humanizma, europske civilizacije, materijalističkog duha i sl. O Europi je mislio kao o velikom zlu kojeg se treba čuvati, i prezirao je njenu kulturu, znanost, naprednost. Episkop Nikolaj je bio duboko očaran srpskom prošlošću nemanjićkog razdoblja pa je ona, po njemu, trebala biti paradigma nove srpske stvarnosti.
Godine 2003. Srpska pravoslavna crkva ga je proglasila svecem i od tada ga slavi kao svetog Nikolaja Žičkog.

## Vanjske poveznice
- Cijela knjiga dra Predraga Ilića "Srpska pravoslavna crkva i tajna Dahaua: mit i istina o zatočeništvu patrijarha Gavrila i episkopa Nikolaja u koncentracionom logoru Dahauu", zbog koje je Srpska crkva oštro kritizirala Ilića